# Hans im Glück
Pour les articles homonymes, voir Hans im Glück (homonymie).
La maison d'édition Hans im Glück est une société allemande (Hans im Glück Verlag), située à Munich et spécialisée dans les jeux de société. 
Elle a été fondée en 1983 par Bernd Brunnhofer, sa femme Margret et Karl-Heinz Schmiel. En 1993, elle a rejoint le groupe de l'éditeur berlinois Blatz. 
Nombre des jeux qu'elle a créés ont été primés en Allemagne.
Son nom reprend le titre d'un conte des frères Grimm.

## Quelques jeux édités par Hans im Glück
- Drunter & Drüber, 1991, Klaus Teuber, Spiel des Jahres  1991
- Modern Art, 1993, Reiner Knizia, Deutscher Spiele Preis  1993
- Manhattan, 1994, Andreas Seyfarth, Spiel des Jahres  1994
- El Grande, 1996, Wolfgang Kramer et Richard Ulrich, Spiel des Jahres  1996, Deutscher Spiele Preis  1996
- Tigre & Euphrate ou Euphrat & Tigris, 1998, Reiner Knizia, Deutscher Spiele Preis  1998
- Morgenland, 2000, Richard Breese, Games Magazine Awards  2001
- Citadelles, 2000, Bruno Faidutti
- Carcassonne, 2000, Klaus-Jürgen Wrede, Spiel des Jahres  2001, Deutscher Spiele Preis  2001
- Medina, 2001, Stefan Dorra
- Amun Re, 2003, Reiner Knizia, Deutscher Spiele Preis  2003
- Goa, 2004, Rüdiger Dorn
- Sankt Petersburg, 2004, Bernd Brunnhofer alias Michael Tummelhofer, Deutscher Spiele Preis  2004, International Gamers Awards  multijoueurs 2004
- Thurn und Taxis, 2006, Andreas Seyfarth et Karen Seyfarth, Spiel des Jahres  2006
- Stone Age, 2008, Bernd Brunnhofer alias Michael Tummelhofer
- Dominion, 2008, Donald X. Vaccarino, Spiel des Jahres  2009
- Egizia, 2009, Acchittocca
- Hawai, 2011, Gregory Daigle
- Russian Railroads, 2013, Helmut Ohley et Leonhard Orgler, Deutscher Spiele Preis  2014, International Gamers Awards  multijoueurs 2014
- Die Staufer, 2014, Andreas Steding
- Auf den Spuren von Marco Polo, 2015, Daniele Tascini et Simone Luciani
- Paleo, 2020, Kennerspiel des Jahres 2020